# Ramón Rodríguez Bosmediano
Ramón Rodríguez Bosmediano (Ceuta, c. 1895-Barcelona, 1939) fue un militar español.

## Biografía
Nacido en Ceuta, era militar profesional y pertenecía al arma de infantería. En julio de 1936, al comienzo de la Guerra civil, ostentaba el rango de capitán y se encontraba destinado en la Caja de Recluta n.º 28 de Lérida. Se mantuvo fiel a la República, integrándose posteriormente en la estructura del Ejército Popular de la República. Durante la contienda ejerció como jefe de Estado Mayor de la 25.ª Brigada Mixta y de las divisiones 26.ª y 28.ª, así como comandante de la 133.ª Brigada Mixta.
Capturado por los franquistas, fue ejecutado en Barcelona en 1939, a los 44 años.